# Firas Khalifa
Firas Khalifa (arab. فراس خليفة ;ur. 28 sierpnia 2000) – tunezyjski zapaśnik walczący w stylu wolnym. Srebrny medalista mistrzostw Afryki w 2023. Szósty na igrzyskach panarabskich w 2023. Mistrz Afryki kadetów w 2017 roku. 